# Sergentomyia kitonyii
Sergentomyia kitonyii är en tvåvingeart som först beskrevs av David William Minter 1963.  Sergentomyia kitonyii ingår i släktet Sergentomyia och familjen fjärilsmyggor.
Artens utbredningsområde är Kenya. Inga underarter finns listade i Catalogue of Life.